# Super brividi
Super Brividi è una collana di romanzi per ragazzi di ambientazione horror pubblicata da Arnoldo Mondadori Editore dal 2002 al 2014. La collana segue la precedente Piccoli brividi, che raccoglieva le storie di Robert Lawrence Stine. In Super Brividi sono state pubblicate storie tratte da altre serie di Stine (per esempio da Mostly Ghostly) e di altri autori come Scott Hughes, Robert Swindells, Darren Shan e Celia Rees. La serie è orientata a un pubblico in una fascia di età superiore rispetto a quello di Piccoli Brividi (10-13 anni). Nel 2007 la collana ha ospitato anche un titolo, La creta oscura, scritto da Gianfranco Nerozzi, romanziere italiano specializzato nel genere horror.
Anche i romanzi firmati Johnny Rosso sono stati in realtà scritti da Carlo Martigli, scrittore italiano famoso per il romanzo 999 - L'ultimo custode, che però non è molto simile in stile, dato che i romanzi firmati Johnny Rosso hanno uno stile più vicino a quello che può essere per un pubblico giovane.

## Elenco dei libri
| N° | Libro                                                                                       | Titolo originale                         | Autore             | Anno di pubblicazione italiana |
| -- | ------------------------------------------------------------------------------------------- | ---------------------------------------- | ------------------ | ------------------------------ |
| 1  | La casa dell'oblio                                                                          | Don't Forget Me                          | R. L. Stine        | 2002                           |
| 2  | L'armadietto n° 13                                                                          | Locker 13                                | R. L. Stine        | 2002                           |
| 3  | Poteri occulti                                                                              | My Name is Evil                          | R. L. Stine        | 2002                           |
| 4  | Il mio doppio                                                                               | Liar, Liar                               | R. L. Stine        | 2002                           |
| 5  | Presagio di morte                                                                           | Dear Diary, I'm Dead                     | R. L. Stine        | 2002                           |
| 6  | Terrore nel bosco                                                                           | They Call Me Creature                    | R. L. Stine        | 2002                           |
| 7  | L'ululografo                                                                                | The Howler                               | R. L. Stine        | 2003                           |
| 8  | La baby-sitter 1                                                                            | The Babysitter                           | R. L. Stine        | 2003                           |
| 9  | La baby-sitter 2                                                                            | The Babysitter II                        | R. L. Stine        | 2003                           |
| 10 | La ragazza ombra                                                                            | Shadow Girl                              | R. L. Stine        | 2003                           |
| 11 | Le cascate proibite                                                                         | Camp Nowhere                             | R. L. Stine        | 2003                           |
| 12 | Il gioco della paura                                                                        | Scare School                             | R. L. Stine        | 2003                           |
| 13 | La baby-sitter 3                                                                            | The Babysitter III                       | R. L. Stine        | 2003                           |
| 14 | Tragico Halloween                                                                           | Full Moon Halloween                      | R. L. Stine        | 2003                           |
| 15 | La baby-sitter 4                                                                            | The Babysitter IV                        | R. L. Stine        | 2003                           |
| 16 | Visitors                                                                                    | Visitors                                 | R. L. Stine        | 2003                           |
| 17 | Due insolite gemelle                                                                        | Dangerous Girls                          | R. L. Stine        | 2004                           |
| 18 | La tomba tra le dune                                                                        | The Haunted Sand                         | Hugh Scott         | 2004                           |
| 19 | Idra                                                                                        | Hydra                                    | Robert Swindells   | 2004                           |
| 20 | Ghiaccio mortale                                                                            | All in a Winter's Day                    | Lisa Taylor        | 2004                           |
| 21 | I misteri della palude                                                                      | Creeper                                  | Roger Stevens      | 2004                           |
| 22 | Creatura del buio                                                                           | Daughter of Darkness                     | Simon Lake         | 2004                           |
| 23 | La vendetta dello spettro                                                                   | Who Let the Ghosts Out?                  | R. L. Stine        | 2005                           |
| 24 | Un demone in corpo (seguito di La vendetta dello spettro)                                   | Have You Met My Ghoulfriend?             | R. L. Stine        | 2005                           |
| 25 | L'ultimo vampiro x                                                                          | The Last Vampire                         | Christopher Pike   | 2005                           |
| 26 | Il circo degli orrori #                                                                     | Cirque du Freak                          | Darren Shan        | 2005                           |
| 27 | Monster †                                                                                   | Monster                                  | Christopher Pike   | 2005                           |
| 28 | L'assistente del vampiro # (seguito di Il circo degli orrori)                               | The Vampire's Assistant                  | Darren Shan        | 2005                           |
| 29 | La casa stregata (seguito di Un demone in corpo)                                            | One Night in Doom House                  | R. L. Stine        | 2005                           |
| 30 | Sangue di tenebra x (seguito di L'ultimo vampiro)                                           | The Last Vampire 2: Black Blood          | Christopher Pike   | 2005                           |
| 31 | Tunnel di sangue # (seguito di L'assistente del vampiro)                                    | Tunnels of Blood                         | Darren Shan        | 2005                           |
| 32 | Duello mortale a Snake Lake (seguito di La casa stregata)                                   | Little Camp of Horrors                   | R. L. Stine        | 2005                           |
| 33 | Gemelle di sangue (seguito di Due insolite gemelle)                                         | The Taste of Night                       | R. L. Stine        | 2006                           |
| 34 | Un amore mortale                                                                            | The Boyfriend                            | R. L. Stine        | 2006                           |
| 35 | Testamento mortale                                                                          | Fade to Black                            | Stan Nicholls      | 2006                           |
| 36 | Il picco dei vampiri (seguito di Tunnel di sangue)                                          | Vampire Mountain                         | Darren Shan        | 2006                           |
| 37 | Eredità di sangue                                                                           | Blood Sinister                           | Celia Rees         | 2006                           |
| 38 | Cinque prove mortali (seguito di Il picco dei vampiri)                                      | Trials of Death                          | Darren Shan        | 2006                           |
| 39 | Il principe dei vampiri (seguito di Cinque prove mortali)                                   | The Vampire Prince                       | Darren Shan        | 2006                           |
| 40 | I cacciatori dell'ombra (seguito di Il principe dei vampiri)                                | Hunters of the Dusk                      | Darren Shan        | 2006                           |
| 41 | La setta delle tenebre (seguito di I cacciatori dell'ombra)                                 | Allies of the Night                      | Darren Shan        | 2007                           |
| 42 | Gli assassini dell'alba (seguito di La setta delle tenebre)                                 | Killers of the Dawn                      | Darren Shan        | 2007                           |
| 43 | Il lago delle anime dannate (seguito di Gli assassini dell'alba)                            | The Lake of Souls                        | Darren Shan        | 2007                           |
| 44 | Il padrone del male (seguito di Il lago delle anime dannate)                                | Lord of the Shadows                      | Darren Shan        | 2007                           |
| 45 | Figli dell'orrore... Atto finale (seguito di Il padrone del male)                           | Sons of Destiny                          | Darren Shan        | 2007                           |
| 46 | La creta oscura                                                                             |                                          | Gianfranco Nerozzi | 2007                           |
| 47 | Darkside: La città del male                                                                 | Darkside                                 | Tom Becker         | 2008                           |
| 48 | L'ombra della bestia *                                                                      |                                          | Johnny Rosso       | 2008                           |
| 49 | Darkside: La morte in agguato (seguito di Darkside: La città del male)                      | Lifeblood                                | Tom Becker         | 2008                           |
| 50 | Vendetta di sangue                                                                          | Blood Brother                            | J. H. Brennan      | 2008                           |
| 51 | Darkside: Trappola nelle tenebre (seguito di Darkside: La morte in agguato)                 | Nighttrap                                | Tom Becker         | 2009                           |
| 52 | La chiesa stregata                                                                          |                                          | Johnny Rosso       | 2009                           |
| 53 | Un sussurro nel buio                                                                        | Whisper in the Dark                      | Joseph Bruchac     | 2009                           |
| 54 | La vendetta della bestia * (seguito di L'ombra della bestia)                                |                                          | Johnny Rosso       | 2009                           |
| 55 | L'agriturismo della morte **                                                                |                                          | Johnny Rosso       | 2010                           |
| 56 | L'ultima bestia * (seguito de La vendetta della bestia)                                     |                                          | Johnny Rosso       | 2010                           |
| 57 | Scuola di morte ** (seguito de L'agriturismo della morte)                                   |                                          | Johnny Rosso       | 2010                           |
| 58 | La signora della morte ** (seguito de Scuola di morte)                                      |                                          | Johnny Rosso       | 2010                           |
| 59 | Scuola di zombie +                                                                          |                                          | Johnny Rosso       | 2011                           |
| 60 | Mezzosangue §                                                                               |                                          | Johnny Rosso       | 2011                           |
| 61 | Dinastia di sangue § (seguito di Mezzosangue)                                               |                                          | Johnny Rosso       | 2011                           |
| 62 | La clinica degli zombie + (seguito di Scuola di zombie)                                     |                                          | Johnny Rosso       | 2011                           |
| 63 | Zombie kombat + (seguito di La clinica degli zombie)                                        |                                          | Johnny Rosso       | 2012                           |
| 64 | All'ultimo sangue § (seguito di Dinastia di sangue)                                         |                                          | Johnny Rosso       | 2012                           |
| 65 | La scuola stregata (seguito di La chiesa stregata)                                          |                                          | Johnny Rosso       | 2012                           |
| 66 | Una vacanza stregata (seguito di La scuola stregata)                                        |                                          | Johnny Rosso       | 2012                           |
| 67 | Mystery Files : Cose di un altro mondo                                                      |                                          | Johnny Rosso       | 2013                           |
| 68 | Io sono uno spettro                                                                         |                                          | Johnny Rosso       | 2013                           |
| 69 | Mystery Files: Terrore al chiaro di luna (seguito di Mystery Files: Cose di un altro mondo) |                                          | Johnny Rosso       | 2013                           |
| 70 | Caccia allo spettro (seguito di Io sono uno spettro)                                        |                                          | Johnny Rosso       | 2013                           |
| 71 | Mystery Files : Occhi di ghiaccio (seguito di Mystery Files : Terrore al chiaro di luna)    |                                          | Johnny Rosso       | 2014                           |
| 72 | Spettro contro spettro (seguito di Caccia allo spettro)                                     |                                          | Johnny Rosso       | 2014                           |
| 73 | Il primo giorno di scuola non si scorda mai                                                 | It's the First Day of School... Forever! | R. L. Stine        | 2014                           |

Dal volume 57 la grafica di copertina cambia leggermente: la scritta Super Brividi viene rimpicciolita, quindi il titolo viene spostato in alto appena sotto alla scritta Super Brividi. Inoltre (sempre da questo volume) si legge - sempre sulla cover - che è disponibile il download, sul sito della Mondadori, di suonerie per il cellulare chiamate "horror-ring". Questa nuova grafica viene mantenuta fino al volume 64. Dal successivo (ovvero il 65), infatti, la grafica di cover cambia in modo maggiore: nella scritta Super Brividi sparisce il teschio (da sempre presente), il titolo torna in basso (ma non centrale, bensì spostato a sinistra), il nome dell'autore viene spostato a destra (restando comunque sempre in alto) e viene cambiato il font della scritta del nome dell'autore e del titolo (che ora diventa lo stesso mentre prima erano due differenti).
Tutte le illustrazioni di copertina sono fatte da Daniele Orizio.
I prezzi dei volumi vanno da €4,60 a €7,50.
(#) i tre volumi sono riuniti nella raccolta Aiuto vampiro (2005), al prezzo di €20,00
(†) il volume è stato ripubblicato nel 2010 nella collana Shout (Mondadori) al prezzo di €16,00
(x) i due volumi (più il terzo, non edito nella collana Super Brividi) sono riuniti nella raccolta Preda (Shout Mondadori, 2010), al prezzo di €16,00 (Nel 2011, la Mondadori pubblica anche i tre volumi seguenti della saga, sempre insieme e nella collana Shout, nella raccolta Sete, €16,00)
(*) i tre volumi sono riuniti nella raccolta La trilogia della bestia (2012), al prezzo di €10,00
(**) i tre volumi sono riuniti nella raccolta La trilogia della morte (2012), al prezzo di €10,00
(+) i tre volumi sono riuniti nella raccolta La trilogia degli zombie (2013), al prezzo di €11,90
(§) i tre volumi sono riuniti nella raccolta La trilogia del sangue (2013), al prezzo di €11,90
(^) il volume, edito nella collana Super Brividi, fa parte anche della collana "Edizione speciale con poster" (edito al prezzo di €9,90), di cui, nel 2013, era stato pubblicato il primo volume, La maschera infernale, che apparteneva alla collana Piccoli brividi